# Andrea Lazzari
Andrea Lazzari (Bergamo, 3 december 1984) is een Italiaans betaald voetballer die bij voorkeur op het middenveld speelt. Hij verruilde ACF Fiorentina voor Carpi in de zomer van 2015, en kwam daarvoor onder meer uit voor Piacenza, Cagliari en Udinese.
Lazzari maakte op 23 augustus 2015 het eerste Serie A-doelpunt ooit in de clubhistorie van Carpi, tijdens de eerste speelronde van het seizoen 2015/16 in de wedstrijd tegen Sampdoria (5-2 nederlaag).